# Diosdado Simón
Diosdado Simón Villares (* 15. Oktober 1954 in Torremenga; † 28. April 2002 in Cáceres) war ein spanischer Botaniker.
Simón Villares studierte Biologie an der Universität Complutense Madrid und erforschte die Vegetation der Extremadura. Er war der Direktor der Departamento de Parques y Jardines del Ayuntamiento de Cáceres und der Gärten und ein Mitglied von ADENEX. 
Er war mit der Rechtsanwältin Dolores Neria verbunden und sie hatten zwei Kinder. Simón Villares starb 2002 an Lungenkrebs, nach dem Ende seiner Ausstellung Por huevos. 
Der Jardín Diosdado Simón, ein Park in Cáceres, ist nach ihm benannt worden.

## Bibliographie
- Diosdado Simón Villares, Jose María Corrales Vázquez: Cáceres verde. El paseo de Cánovas.  Institución Cultural El Brocense, Badajoz 2001. ISBN 84-95239-25-6
- Diosdado Simón Villares: Árboles Notables de Extremadura. ADENEX, 1999